# San Pedro (município)
San Pedro (partido) é um partido (município) da província de Buenos Aires, na Argentina.
 'San Pedro Partido' é uma partido localizada no norte do  Argentina  província de  Buenos Aires, Cuja capital é  San Pedro. Com uma área de 1322 km ², o concelho população era 55.234 (((censo-ar | 2001))). 

## Economia
A economia de São Pedro é dominado pelo Partido agricultura, os principais produtos agrícolas são trigo, soja e fruta. 
Outras fontes de receitas incluem fábricas, indústrias e serviços ecoturismo. 

## Estabelecimentos
- San Pedro

É uma cidade, a capital ea cidade de San Pedro do Partido na Província de Buenos Aires, Argentina. 
San Pedro cidade é 170 km noroeste de Buenos Aires, e 130 km SE de Rosário (Província de Santa Fe). Pela rota 9 sobre as margens do rio Paraná, você encontrará uma bela cidade que é caracterizado pela sua árvore alinhada ruas, praças com árvores de fruto, e sua gente bonita. 
A sua população é de cerca de 40.000. A cidade está na zona oeste do Rio Paraná e tem turística devido ao seu valor histórico e natural lugares. Também é berço de uma das mais importantes "Country Music Festival" na América do Sul (em Setembro de cada ano). É conhecida pelos seus deliciosos pêssegos, laranjas, blueberries e batata doce. Pesca no Paraná também é uma atividade popular entre os turistas. 
Por causa do desenvolvimento da "APA", a mais tenra circuito fechado de estação de rádio, uma série de bem conhecida rádio hosts vêm de San Pedro: Lalo Mir, César MASCETTI, Estela Montes e Fernando Bravo. 
A Avenida Costanera (avenida) segue o rio durante gullies que são cerca de 30 metros de altura, com vista sobre a lagoa, que parece de San Pedro e as ilhas do Paraná. Também pode-se ver a porta com a central e silos de cereais elevadores, que permitem que o cereal do exterior para ser carregada no porto. 
Este lugar produz uma grande quantidade de citrus, flores e plantas que são vendidas para o resto do país e no estrangeiro. 
Actividades que você pode fazer aqui incluem pesca desportiva, todo o tipo de atividade da água (canoagem, vela, equitação em um motor, jet ski, windsurf, yachting, caiaque e natação) e também diferentes esportes (futebol, voleibol, hóquei, basquete e ). 
Recomenda-se a visita a Plazoleta Fray Cayetano Rodríguez, a Iglesia Nuestra Señora del Socorro, a Complejo El Sueño del Tano, a Vuelta de Obligado, a Casa Museu Fernando García Curten, eo del Tesoro Virrey Sobremonte (a lenda diz que o Vice-' S tesouro está escondido em algum San Pedro). 
- Santa Lucía

Santa Lúcia é de 37 km da cidade de San Pedro. É uma cidade muito calma rurais, pessoas educadas e facilmente. Trata-se de um novo destino turístico e que diz muito, porque aqueles que estão promovendo têm o entusiasmo da novidade e diligenciar no sentido de proporcionar o melhor atendimento a todos os visitantes. 
- Gobernador Castro

- Río Tala

- La Buena Moza

- Tablas

- Pueblo Doyle

- Puerto Obligado.

Localizado a 19 kilótremos cabeçalho da cidade de San Pedro, com acesso pela estrada pavimentada, Vuelta de Obligado da aldeia, em que recorda a "Batalha do Tour de Obligado" declarada por decreto National Historic Site, 21 de março de 1942. 
A batalha de Obligado geopolitically é conseqüência de defender os interesses económicos primeira vez para o país. Ela ocorreu numa altura em que as potências européias (França e Inglaterra), foram à procura de novos mercados para os seus produtos e negócios que ele também está interessado nossos solos muito barato produzir matérias-primas para a temporada. 
Além disso, o Brasil impulsionou política expansionista iniciada pela Português sobre os territórios do River Plate. 
França e Inglaterra wielded imperialismo económico e tentou aproveitar o momento oferecidas pela situação no Rio de La Plata. Eles acreditavam que permitirá desenvolver uma forma mais abrangente livre navegação dos nossos rios. 

## População
População 2001> 55,234 
 
População 1991> 48,851 

```
 
População (Ministerio del Interior, Argentina)
```

 'Mulheres ....... Grups (idades )....... Homens' 
 
377 .............. 85 ou mais ............ 200 
 
486 ............... 80 um 84 ............... 269 
 
765 ............... 75 um 79 ............... 490 
 
881 ............... 70 um 74 ............... 734 
 
879 ............... 65 um 69 ............... 819 
 
960 ............... 60 a 64 ............... 851 
 
1049 .............. 55 um 59 .............. 1152 
 
1317 .............. 50 por 54 .............. 1389 
 
1484 .............. 45 um 49 .............. 1547 
 
1560 .............. 40 de 44 .............. 1645 
 
1671 .............. 35 a 39 .............. 1700 
 
1699 .............. 30 a 34 .............. 1604 
 
1947 .............. 25 a 29 .............. 1866 
 
2249 .............. 20 a 24 .............. 2473 
 
2381 .............. 15 a 19 .............. 2520 
 
2585 .............. 10 a 14 .............. 2739 
 
2730 ............... 5 a 9 ................ 2791 
 
2732 ............... 0 a 4 ................ 2693 

## Contato
'Adreess:' 
 
Carlos Pellegrini 150 (2930) SAN PEDRO 
 'Teleophone número :'< br /> 
> +54 3329-424164 
 
> +54 3329-424165 
 
> +54 3329-425223 
 
> +54 3329-425361 
 
> +54 3329-425234 
 
> +54 3329-425743 

 'E-mail' 
 
> Subcom@sanpedro.mun.gba.gov.ar 